# Prey (musikgrupp)
Prey är ett hårdrocksband från Dalarna, Sverige. De gav 2005 ut sitt debutalbum The Hunter, producerat av Anders "Theo" Teander, på skivbolaget Mausoleum Records. Det följdes  2009 av Knights of the Revolution utgivet på GMR Entertainment.
Låten "I Am" från debutalbumet The Hunter användes som signatur för SVT-programmet Race.

## Medlemmar
Nuvarande medlemmar
- Thomas Nyström – gitarr, sång
- Peter Bäcke/Baecke Hagman – basgitarr
- Fredrik Plahn – keyboard
- Robban Bäck – trummor

Tidigare medlemmar
- Patrick Johansson – trummor (numera medlem i Yngwie Malmsteens Rising Force, ex-W.A.S.P.)

## Diskografi
Studioalbum
- 2005 – The Hunter
- 2009 – Knights of the Revolution

Singlar
- 2011 – "Heal Me"